# Eduard Künneke
Pour les articles homonymes, voir Künneke (homonymie).
Œuvres principales
Der Vetter aus Dingsda
Eduard Künneke (né le 25 janvier 1885 à Emmerich am Rhein – mort le 27 octobre 1953 à Berlin) est un compositeur allemand d'opéras, d'opérettes et de musique pour le théâtre. Son œuvre la plus connue est l'opérette Der Vetter aus Dingsda, écrite en 1921.

## Biographie

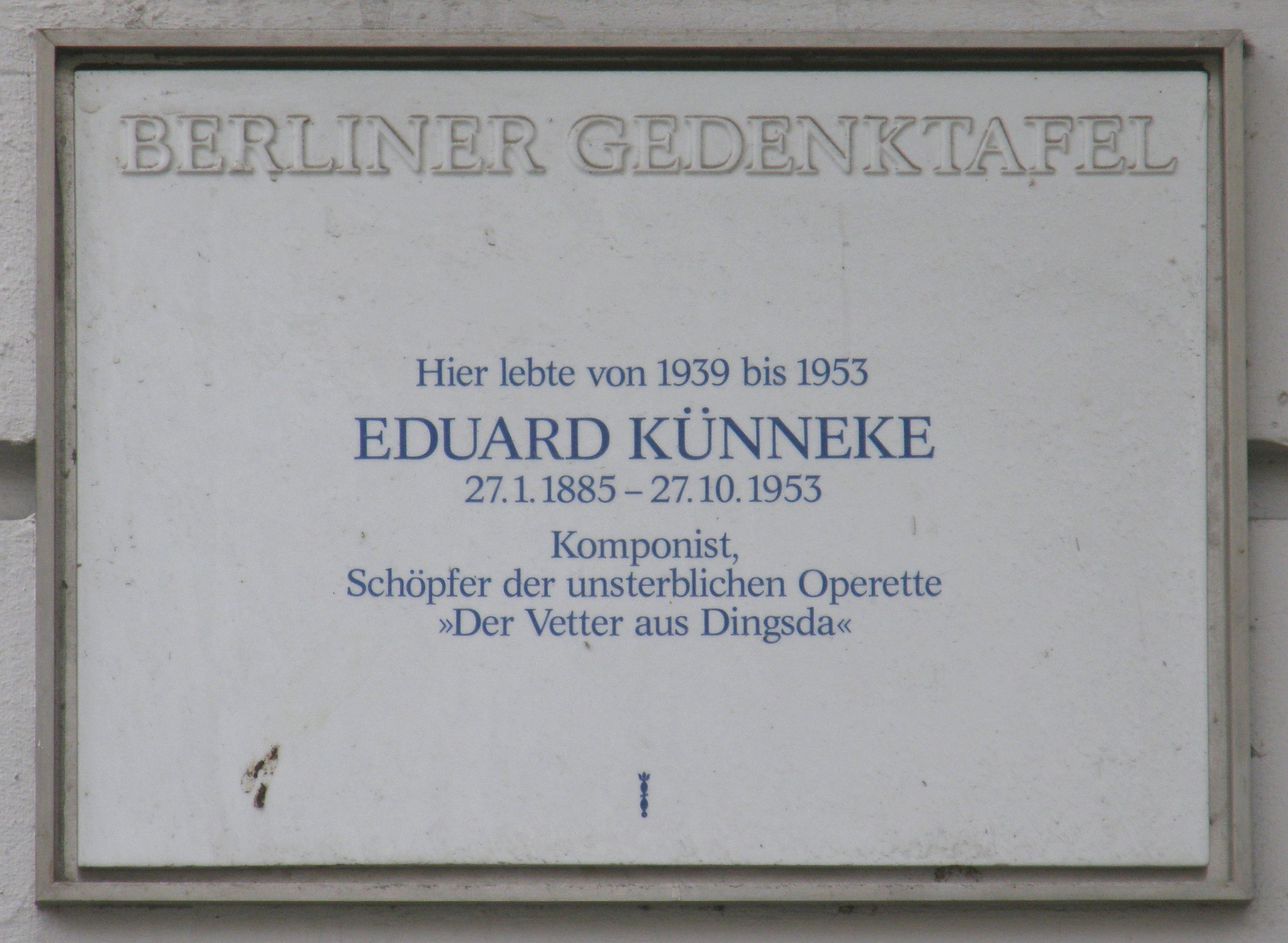
Plaque en hommage à Eduard Künneke

De 1903 à 1905, Eduard Künneke étudie la musicologie et l'histoire de la littérature à l'Académie supérieure de Musique de Berlin. Entre 1905 et 1906, il assiste au cours supérieur de Max Bruch. De 1907 à 1909 il travaille comme pianiste-répétiteur et chef de chœur au Theater am Schiffbauerdamm. De 1908 à 1910, il est chef d'orchestre pour le label Odeon. De 1910 à 1911, il est Kapellmeister au Deutsches Theater. Après les représentations de son opéra Robins Ende, en 1909), au Théâtre National de Mannheim, puis sur 38 scènes allemandes, il reprend ses fonctions de chef de chœur. Il compose une musique de scène pour la production du Faust II, de Johann Wolfgang von Goethe.
Il réussit à faire représenter plusieurs de ses opérettes, mais il ne connaît le succès lors de la création de son opérette Der Vielgeliebter au Berliner Theater am Nollendorfplatz en 1919. Son œuvre la plus célèbre est l'opérette Der Vetter aus Dingsda (1921) dont beaucoup d'airs sont toujours connus aujourd'hui.
En 1921 il compose la musique du film à grand spectacle La Femme du pharaon  du cinéaste allemand Ernst Lubitsch.
En 1926, quand son opérette Lady Hamilton a été créée à Breslau (aujourd'hui Wroclaw), il entreprend une longue amitié avec le chef d'orchestre Franz Marszalek. Marszalek est un fervent défenseur de la musique de Künneke, et pendant son contrat à la Westdeutscher Rundfunk de Cologne (1949-1965), il fait de nombreux enregistrements de ses œuvres avec l'Orchestre de la Radio de Cologne et l'Orchestre symphonique de la WDR de Cologne.
Sa fille est l'actrice et chanteuse Evelyn Künneke.

## Œuvres
Bien que reconnu pour ses opéras et opérettes, le catalogue complet de Künneke présente d'autres genres musicaux, notamment plusieurs quatuors à cordes et deux concertos pour piano.

### Opéras
- Robins Ende, 1909
- Cœur As 1913
- Nadja, 1931
- Walther von der Vogelweide, 1945

### Musiques de scène
- 1911: Faust II
- 1912: Circe
- 1912: So ist das Leben

### Singspiele
- 1919: Das Dorf ohne Glocke
- 1932: Klein Dorrit
- 1932: Liselott
- 1933: Die lockende Flamme
- 1937: Zauberin Lola

### Opérettes
- 1919: Der Vielgeliebte
- 1920: Wenn Liebe erwacht
- 1921: Der Vetter aus Dingsda
- 1921: Die Ehe im Kreise
- 1922: Verliebte Leute
- 1923: Casinogirls
- 1923: Lovers Lane
- 1925: The love Song
- 1925: Die hellblauen Schwestern
- 1925: Mayflowers
- 1925: Riki-Tiki
- 1926: Lady Hamilton
- 1927: Die blonde Liselott
- 1928: Die singende Venus
- 1930: Der Tenor der Herzogin
- 1932: Glückliche Reise
- 1933: Die Fahrt in die Jugend
- 1935: Herz über Bord
- 1935: Die grosse Sünderin
- 1937: Zauberin Lola
- 1938: Hochzeit in Samarkand
- 1938: Der große Name
- 1941: Traumland
- 1941: Die Wunderbare
- 1949: Hochzeit mit Erika

### Musique de film
- 1922 : La Femme du pharaon (Das Weib des Pharao) d'Ernst Lubitsch
- 1926: Das Blumenwunder
- 1930: Der Walzerkönig
- 1930: El amor solfeando
- 1930: L'amour chante
- 1931: Die Marquise von Pompadour
- 1932: Der schwarze Husar
- 1933: Tambour battant
- 1933: Was wissen denn Männer
- 1933: Heimkehr ins Glück
- 1933: Drei blaue Jungs, ein blondes Mädel
- 1933: Es gibt nur eine Liebe
- 1933: Der Page vom Dalmasse-Hotel
- 1933: Glückliche Reise
- 1933: Des jungen Dessauers große Liebe
- 1934: Lisetta
- 1934: Die Stimme der Liebe
- 1934: Das Blumenmädchen vom Grand-Hotel
- 1934: Der Vetter aus Dingsda
- 1934: Abenteuer eines jungen Herrn in Polen
- 1934: Da stimmt was nicht (de)
- 1934: Der Fall Brenken
- 1936: Ein Lied klagt an
- 1936: Dahinten in der Heide
- 1936: Der lachende Dritte
- 1936: Till Eulenspiegel: Wie Eulenspiegel sich einmal erbot, zu fliegen
- 1937: Wie der Hase läuft
- 1938: Der nackte Spatz
- 1938: Peter spielt mit dem Feuer
- 1939: Tanzendes Herz
- 1943: Wenn der junge Wein blüht
- 1950: Hochzeit mit Erika
- 1953: Der Vetter aus Dingsda
- 1954: Glückliche Reise

### Musique orchestrale
- Trois morceaux pour orchestre, opus 7, d'après le roman Flegeljarhe de Jean Paul.
- Jagd-Ouvertüre, opus 8.
- Tänzerische Suite, pour jazz band et grand orchestre, opus 26, créée en 1929.
- Concerto pour piano no 1 en la bémol majeur, opus 36.
- Biedermeier Suite, pour orchestre (c. 1942)
- Sérénade pour orchestre
- Zigeunerweisen (Airs bohémiens) pour orchestre

## Discographie sélective
- Concerto pour piano no 1 opus 36 : Tiny Wirtz (piano) & Rundfunkorchester des Südwestfunks, direction : Wlodzimierz Kamirski - Koch Schwann 3-1372-2 H1 (1992)
- Concerto pour piano no 1 opus 36 ; Zigeunerweisen & Sérénade : Oliver Triendl (piano) & Orchestre de la Radio de Munich, direction : Ernst Theis - CPO 555 015-2 (2017)